# Brzeziny
Brzeziny là một thị trấn thuộc huyện Brzeziński, tỉnh Łódźkie ở trung tâm Ba Lan. Thị trấn có diện tích 22 km². Đến ngày 1 tháng 1 năm 2011, dân số của thị trấn là 12309 người và mật độ 570 người/km².